# Ventura Álvarez Sala

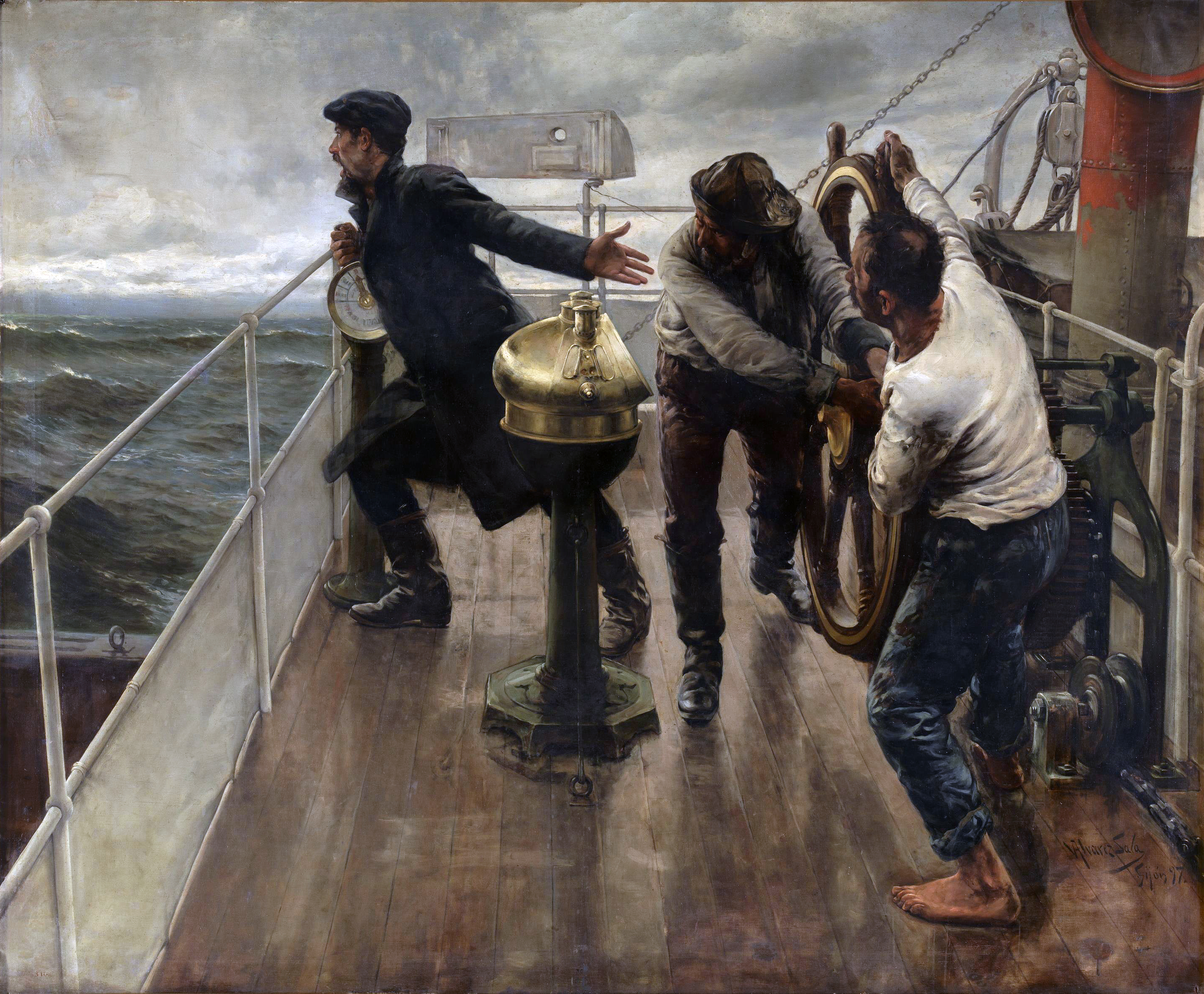
Toți la babord!

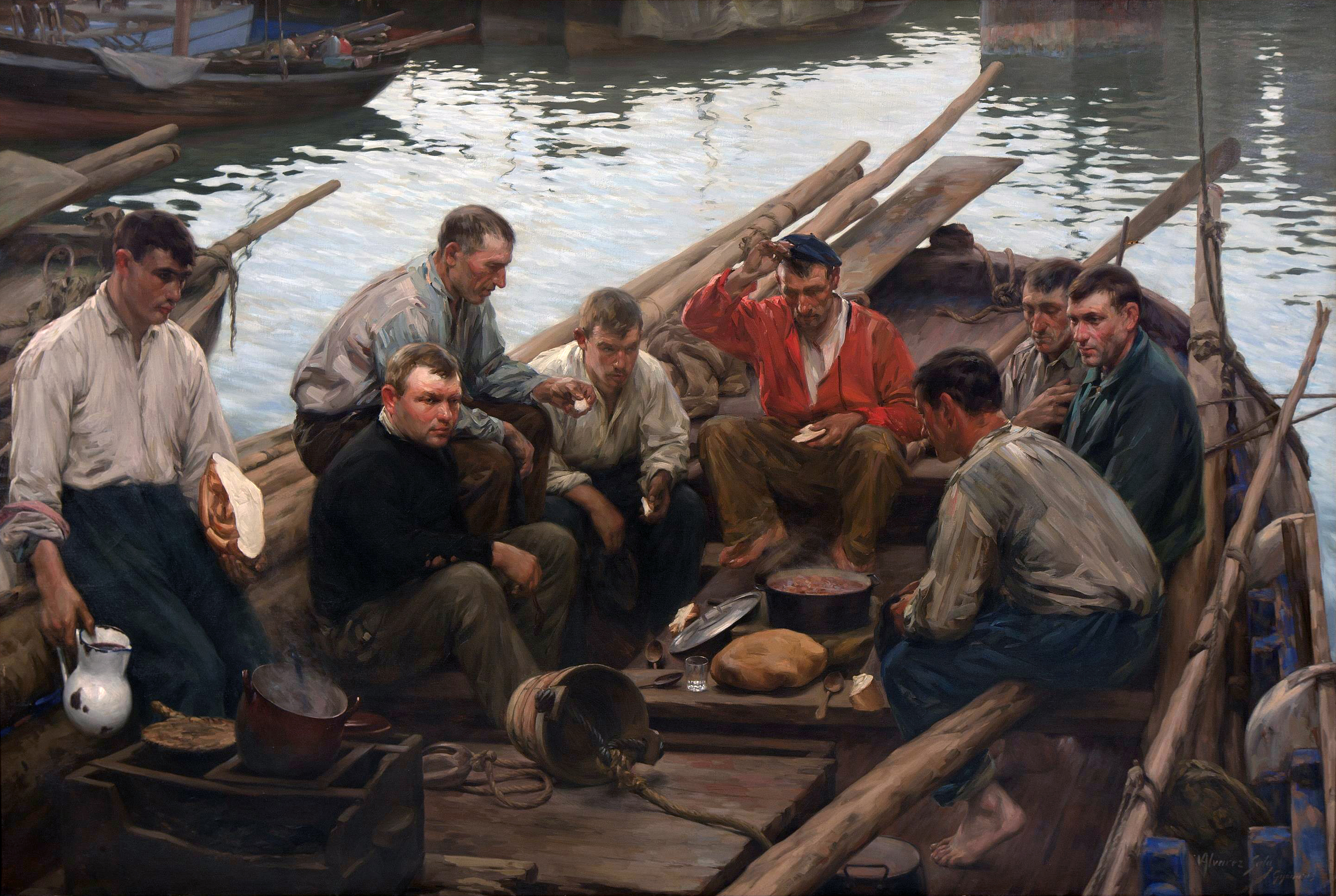
Pâinea noastră de zi cu zi

Buenaventura Álvarez Sala Vigil (n. 1869, Gijón, provincia Asturia⁠(d), Spania – d. 1919) a fost un pictor și ilustrator spaniol, cunoscut pentru portrete și scene de gen, multe dintre ele cu subiecte maritime.

## Biografie
Și-a început studiile la școala locală de desen și ca ucenic în atelierele lui Dionisio Canal, un pictor decorativ. În 1890, s-a mutat la Madrid, unde s-a întreținut realizând schițe în cărbune la cerere. Mai târziu, a studiat cu Manuel Ojeda⁠(d) și José Jiménez Aranda la Escuela Especial de Pintura, Escultura y Grabado, o școală satelit a Real Academia de Bellas Artes de San Fernando.
Începând cu 1892, a fost un participant frecvent la Expoziția Națională de Arte Plastice. A primit o mențiune de onoare în 1895 pentru „În studio”. Doi ani mai târziu, a primit un premiu clasa a treia pentru „¡Todo a babor”! (Toți la babord! ). Acest premiu a fost urmat, în 1899, de un alt premiu de clasa a treia pentru „La rifa de la ternera” (Resturile de vițel). În acești ani, el a realizat și ilustrații pentru Blanco y Negro.
Datorită unei burse de la Casino de Gijón, a putut să lucreze la Roma. În timp ce se afla acolo, a rimis lucrări pentru a fi înscrise în expozițiile din Spania, dar niciuna nu a primit recunoaștere. La întoarcerea la Gijón, a înființat un studio în Somió⁠(d) și a început să participe din nou direct la Expoziția Națională. Lucrarea sa „Promisiunea”, prezentată în 1904, a fost cumpărată de Aureliano de Beruete pentru a fi expusă la Museo de Arte Moderno.
A prezentat tablouri cu subiecte asturiene în 1906, 1908, când „Emigranții” a primit un premiu clasa a II-a, 1910, 1912 și 1915, când a obținut în sfârșit un premiu clasa întâi pentru „Pâinea noastră de zi cu zi”.
Pe lângă lucrările sale premiate, el este cunoscut pentru portretele care arată influența lui Diego Velázquez și pentru unele peisaje. Lucrările sale pot fi văzute la Muzeul de Arte Frumoase din Asturias și la Museo Jovellanos în Gijón.